# Echinisis vema
Echinisis vema är en korallart som beskrevs av Bayer och Carlo de Stefani 1987. Echinisis vema ingår i släktet Echinisis och familjen Isididae. Inga underarter finns listade i Catalogue of Life.